# Sympycnus capilliger
Sympycnus capilliger är en tvåvingeart som beskrevs av Octave Parent 1932. Sympycnus capilliger ingår i släktet Sympycnus och familjen styltflugor. Inga underarter finns listade i Catalogue of Life.